# مطلوب: حيا أو ميتا (فلم)
المطلوب : حياً أو ميتاً (بالإنجليزية:Wanted: Dead or Alive) ، وتنطق بـ «وانتد: لايف أور ديد» ، هو فيلم حركة إنتاج 1987 ، بطولة راتغر هاور ، تم اقتباس عبارة المطلوب: حيا أو ميتا من المسلسل الأمريكي الشهير الذي صدر عام 1958.

## قصة
نيك راندول «راتغر هاور» يعيش في مدينة لوس أنجلوس ، وكان قناصاً محترفاً ويعمل لدى المخابرات الأمريكية ، يقوم راتغر هاور بالبحث عن زعيم إحدى العصابات الإجرامية ، وقال كلمته المشهورة في الفيلم (Fuck the bonus) أي تباً للأرباح .

## وصلات خارجية
- مقالات تستعمل روابط فنية بلا صلة مع ويكي بيانات